# Territorio Antartico Britannico
Il Territorio Antartico Britannico (in inglese: British Antarctic Territory; abbreviato come BAT) è un territorio d'oltremare britannico e una delle 8 regioni dell'Antartide stabilite dal Trattato Antartico, rivendicata dal Regno Unito, che si trova dal Polo sud a 60°S e da 20°W e 80°W. Il Territorio è stato istituito il 3 marzo 1962, ma il Regno Unito aveva rivendicato questa porzione del continente antartico per la prima volta nel 1908. 
Prima del 1962, il Territorio fece parte della Dipendenza delle Isole Falkland. Francia, Australia, Nuova Zelanda e Norvegia riconoscono i diritti di rivendicazione britannica sul territorio come il Regno Unito riconosce i territori rivendicati dalle altre 4 potenze. Fino al 1947 i territori antartici australiani e neozelandesi facevano parte del territorio rivendicato dall'Impero britannico coprendo quindi una superficie di 8 279 218 di km². Queste rivendicazioni territoriali non sono tuttavia riconosciute dall'ONU.
Alcune parti del Territorio sono contestate dall'Argentina (Antártida Argentina) e dal Cile (Antártica Chilena). Tali rivendicazioni non sono comunque riconosciute da Regno Unito, Francia, Australia, Norvegia e Nuova Zelanda.
Non ci sono abitanti nativi nel Territorio. Il British Antarctic Survey sostiene tre stazioni di ricerca sul Territorio, oltre alle stazioni sotto la tutela di alcune altre nazioni.